# Sepulcre Vidal Xaus
El sepulcre Vidal Xaus és un panteó funerari d'estil modernista datat de 1920, al cementiri de Tiana  a la comarca del Maresme. És dissenyat per l'arquitecte badaloní Joan Amigó i Barriga.
És a la part del darrere del cementiri de Tiana. Va ser construït el 1920, fet construir per Mercè Vidal i Xaus. El panteó segueix una estètica modernista, es fet amb marbre i està decorat amb un àngel amb les ales plegades, que presideix la tomba i hi diposita una corona de flors. L'arquitecte badaloni Joan Amigó i Barriga, el va dissenyar. És el màxim representant del modernisme a Badalona i autor d'altres mostres d'art funerari al cementiri Vell de la ciutat, mentre que l'execució va anar a càrrec del marbrista J. Martínez.